# Государственный музей истории и культуры Навоийской области
Государственный областной музей истории и культуры Навоийской области (узб. Navoiy viloyati tarixi va madaniyati davlat muzeyi) — музей в Узбекистане.
Был создан 30 января 1992 года под наименованием «историко-краеведческий музей» на основании решения хокима Навоийской области № 12/284. А 15 декабря 2017 года на основании решения № 429 музей был реорганизован под наименованием Государственный музей истории и культуры Навоийской области, тогда в него были переданы фонды краеведческих музеев Канимехского, Хатырчинского и Тамдынского районов, а также дома-музея имени Джабая Балиманова в Тамды.
Музей имеет 4 филиала, в том числе музей-заповедник под открытым небом «Сармышсай» с петроглифами (на который открыта заявка на статус памятника всемирного наследия ЮНЕСКО).
В основном содержит экспозиции, посвящённые истории, археологическим находкам, материальному и нематериальному культурному наследию Зарафшанского оазиса (территория Навоийской области), природно-архитектурным комплексам, в том числе наскальным рисункам.
По состоянию на 2022 год в фондах Государственного музея истории и культуры Навоийской области и его филиалах находится 25 911 музейных предметов и коллекций. По словам сотрудников музея, около ста предметов являются уникальными. «Основная часть уникальных объектов принадлежит отделам нумизматики, археологии, этнографии и народного прикладного творчества. Среди них найденные во впадине Мингбулак Учкудукского района останки Каменного леса и хум — большой глиняный кувшин для хранения воды, которому 2300 лет. Его обнаружили в ходе археологической экспедиции 1999—2000 годов на холме Буркуттепа Карманинского района».

## Галерея

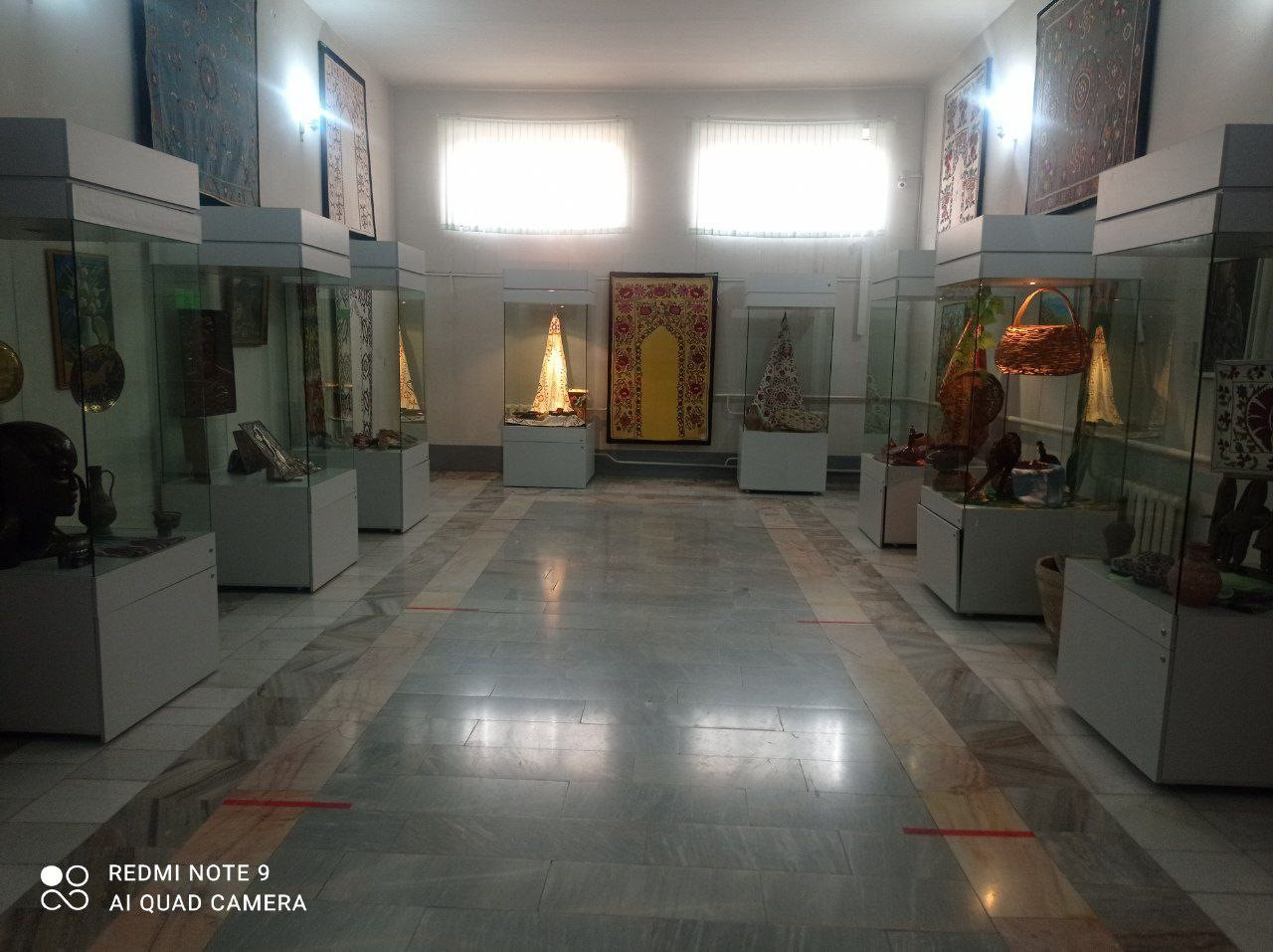
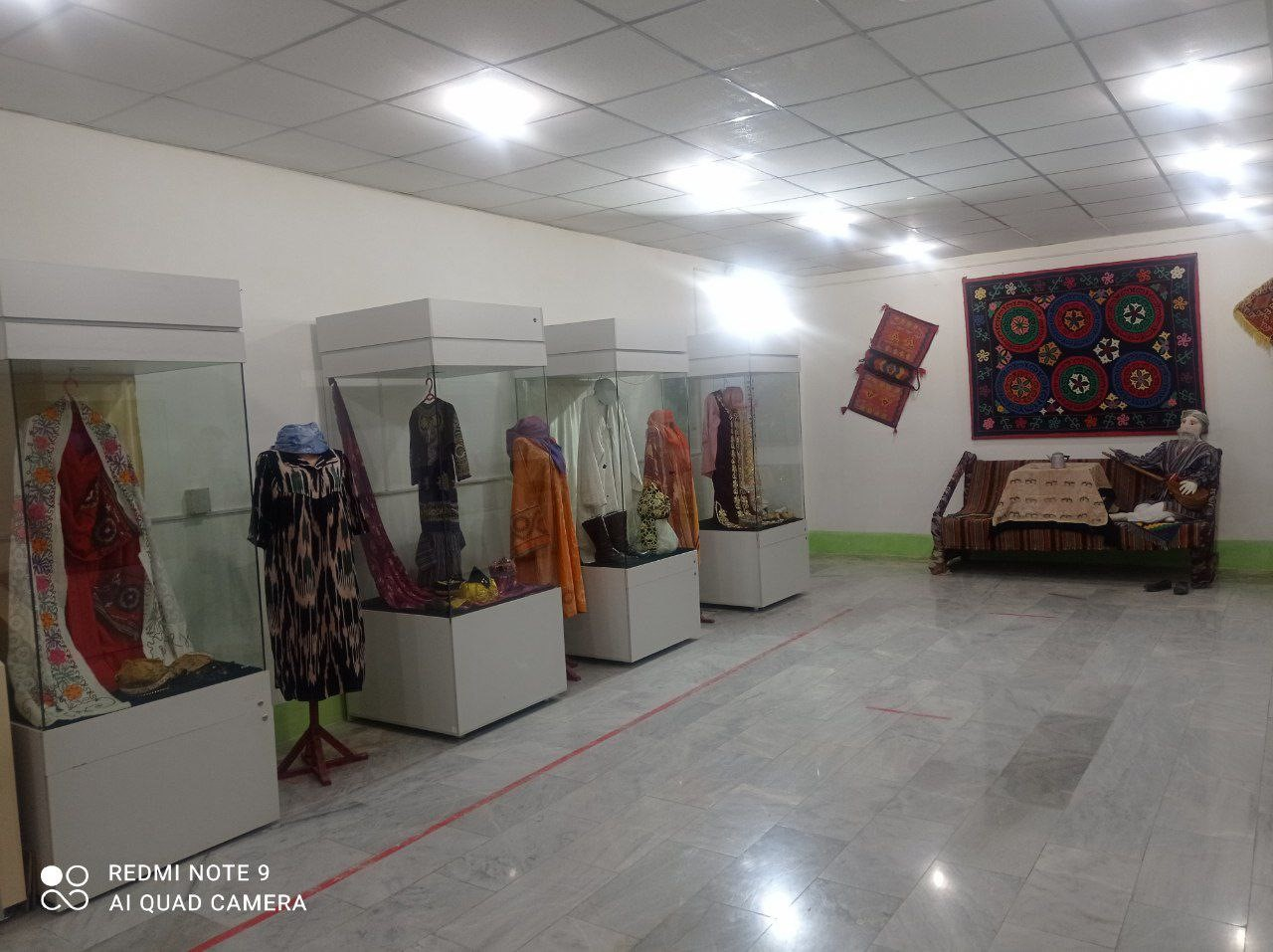
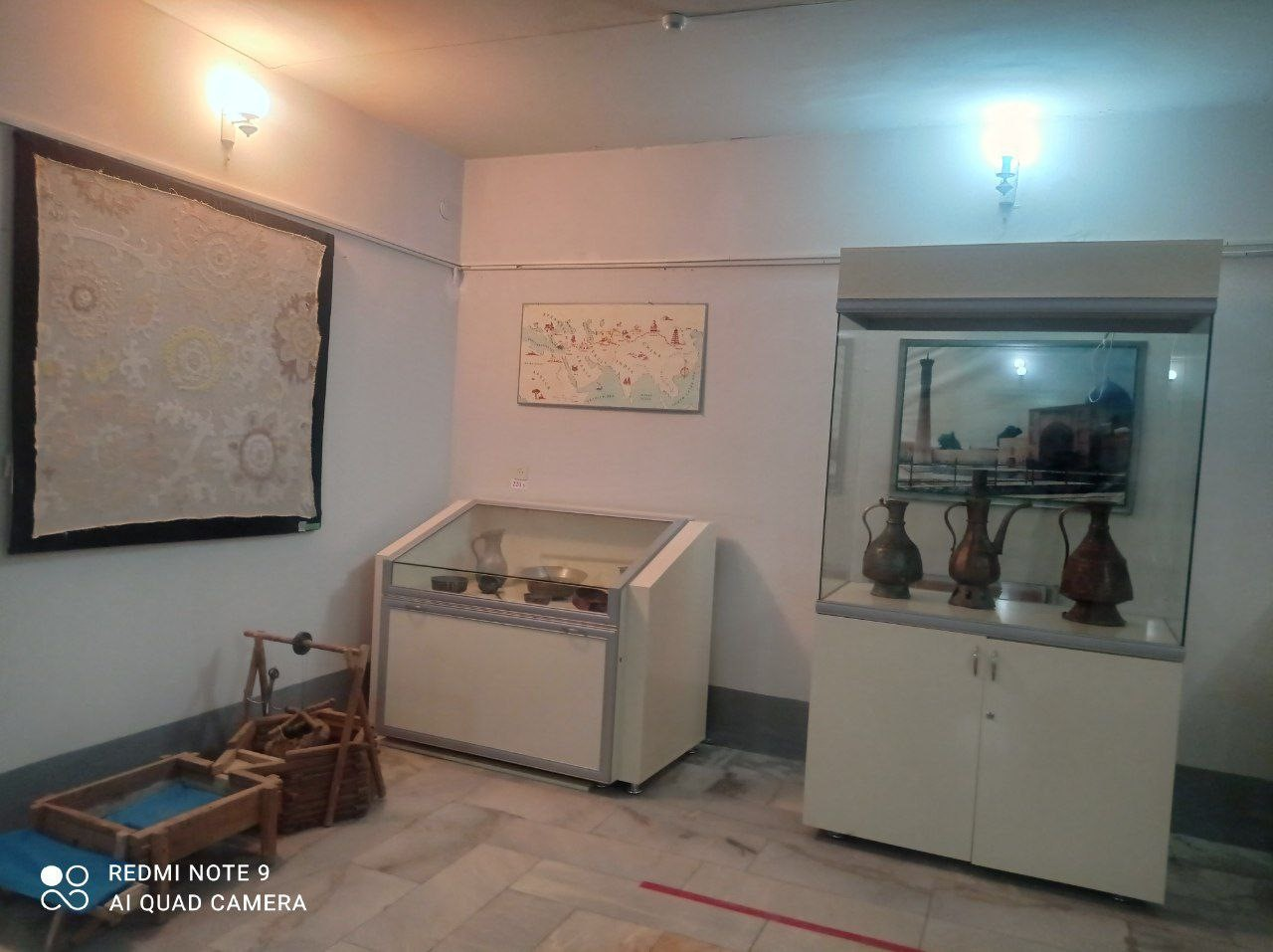
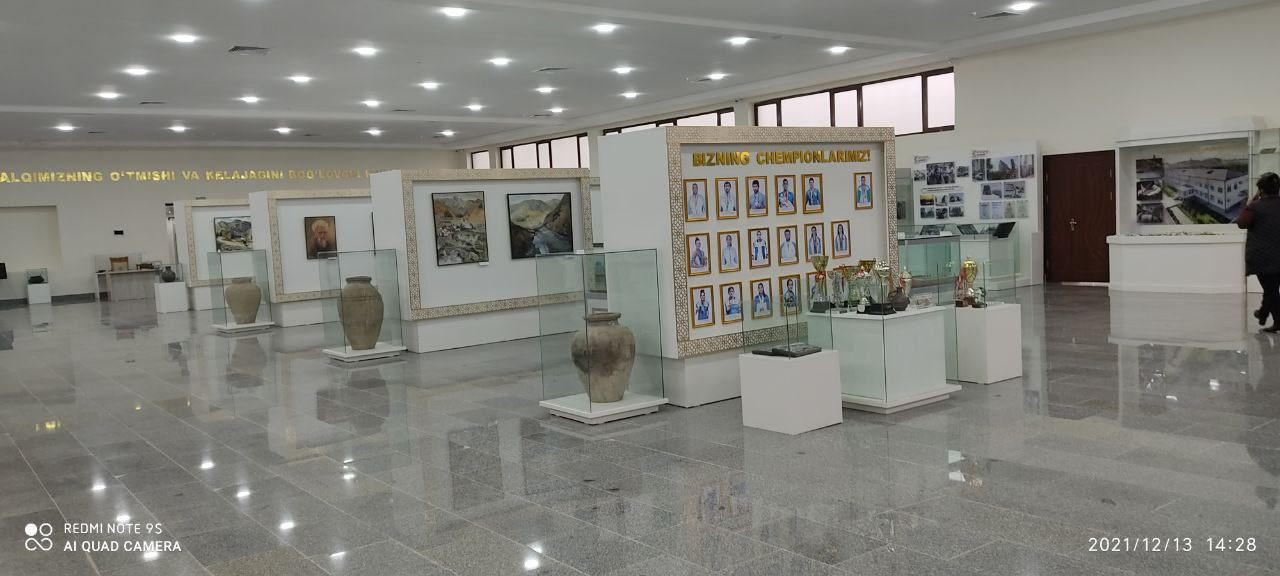
Внутренний вид музея